# Horizon (programma televisivo)
Horizon è un programma televisivo britannico di genere documentario, in onda su BBC Two dal 2 maggio 1964.
Al 2022 ne sono state trasmesse 58 stagioni, per un totale di oltre 1200 episodi:
- 1964-1969: 135 episodi
- 1970-1979: 299 episodi
- 1980-1989: 234 episodi
- 1990-1999: 220 episodi
- 2000-2009: 191 episodi
- 2010-2019: 167 episodi
- Dal 2020: 16 episodi

In Italia il programma è trasmesso su Rai 5.

## Puntate
| Stagione                     | Episodi | Prima TV originale |
| ---------------------------- | ------- | ------------------ |
| Prima stagione               | 28      | 1964-1965          |
| Seconda stagione             | 24      | 1965-1966          |
| Terza stagione               | 17      | 1966-1967          |
| Quarta stagione              | 17      | 1967-1968          |
| Quinta stagione              | 34      | 1968-1969          |
| Sesta stagione               | 37      | 1969-1970          |
| Settima stagione             | 35      | 1970-1971          |
| Ottava stagione              | 35      | 1971-1972          |
| Nona stagione                | 31      | 1972-1973          |
| Decima stagione              | 36      | 1973-1974          |
| Undicesima stagione          | 33      | 1974-1975          |
| Dodicesima stagione          | 22      | 1975-1976          |
| Tredicesima stagione         | 24      | 1976-1977          |
| Quattordicesima stagione     | 25      | 1977-1978          |
| Quindicesima stagione        | 21      | 1978-1979          |
| Sedicesima stagione          | 22      | 1979-1980          |
| Diciassettesima stagione     | 30      | 1980-1981          |
| Diciottesima stagione        | 24      | 1981-1982          |
| Diciannovesima stagione      | 23      | 1982-1983          |
| Ventesima stagione           | 26      | 1983-1984          |
| Ventunesima stagione         | 23      | 1984-1985          |
| Ventiduesima stagione        | 23      | 1985-1986          |
| Ventitreesima stagione       | 22      | 1986-1987          |
| Ventiquattresima stagione    | 21      | 1987-1988          |
| Venticinquesima stagione     | 21      | 1988-1989          |
| Ventiseiesima stagione       | 20      | 1989-1990          |
| Ventisettesima stagione      | 22      | 1990-1991          |
| Ventottesima stagione        | 19      | 1991-1992          |
| Ventinovesima stagione       | 22      | 1992-1993          |
| Trentesima stagione          | 16      | 1993-1994          |
| Trentunesima stagione        | 19      | 1994-1995          |
| Trendiduesima stagione       | 20      | 1995-1996          |
| Trentatreesima stagione      | 16      | 1996-1997          |
| Trentaquattresima stagione   | 18      | 1997-1998          |
| Trentacinquesima stagione    | 17      | 1998-1999          |
| Trentaseisima stagione       | 14      | 1999-2000          |
| Trentasettesima stagione     | 16      | 2000-2001          |
| Trentottesima stagione       | 18      | 2001-2002          |
| Trentanovesima stagione      | 18      | 2002-2003          |
| Quarantesima stagione        | 16      | 2003-2004          |
| Quarantunesima stagione      | 19      | 2004-2005          |
| Quarantaduesima stagione     | 21      | 2005-2006          |
| Quarantatreesima stagione    | 17      | 2006-2007          |
| Quarantaquattresima stagione | 9       | 2007-2008          |
| Quarantacinquesima stagione  | 18      | 2008-2009          |
| Quarantaseiesima stagione    | 15      | 2009-2010          |
| Quarantasettesima stagione   | 15      | 2010-2011          |
| Quarantottesima stagione     | 14      | 2011-2012          |
| Quarantanovesima stagione    | 6       | 2012-2013          |